# Abbaye de Floreffe
L'abbaye de Floreffe est un établissement monastique fondé en 1121 et supprimé en 1796. L'édifice est situé sur un promontoire dominant la Sambre, sur la commune de Floreffe, en Belgique.
L'abbaye fondée par Norbert de Xanten était affiliée à l'ordre des chanoines réguliers de Prémontré. Elle fut richement dotée par les comtes de Namur qui la protégeront et la soutiendront pendant des siècles. L'abbaye de Floreffe a connu une période de décadence au XIVe siècle, mais le concile de Trente conduit à réintroduire une vie religieuse plus stricte et à améliorer la formation des prêtres.
L'abbaye fut fréquemment endommagée du fait des conflits entre les Bourguignons et la principauté de Liège. Elle fut reconstruite en adoptant un style néo-classique au XVIIIe siècle. Sa situation s'est à nouveau détériorée après la victoire des révolutionnaires français à Fleurus, en 1794, et l'annexion de la région par la France. Un tribut de guerre fut alors exigé, puis l'abbaye fut livrée au pillage, supprimée, les religieux expulsés, les biens de l'abbaye vendus.
Avant la révolution belge et l'indépendance de la Belgique en 1830, un petit séminaire a occupé les lieux sans interruption. Par la suite, un collège-internat secondaire et un centre important d'activités touristiques et culturelles de la province de Namur ont pris place.
De nombreux manuscrits provenant de l'abbaye de Floreffe se trouvent dans des bibliothèques ou salles d'archives, le plus remarquable étant celui que l'on appelle la Bible de Floreffe, daté de 1165, et qui se trouve à Londres à la British Library.

## Géographie
L'abbaye de Floreffe est située sur un promontoire dominant la Sambre, sur le territoire de Floreffe, à une dizaine de kilomètres de la ville de Namur, en Belgique, dans la Province de Namur. 

## Histoire

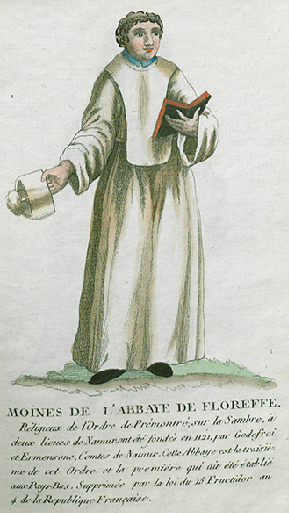
Moine de l'abbaye de Floreffe.

### Fondation par saint Norbert
Après sa conversion en 1115, saint Norbert de Xanten devint un prédicateur itinérant. Passant par Namur, sur le chemin qui le conduisait de Cologne à son prieuré de Prémontré dans l'Aisne (fondé en 1120), il fut reçu par le comte Godefroi Ier de Namur et sa femme Ermesinde de Luxembourg. Impressionné par son zèle pastoral et sa personnalité rayonnante, le comte de Namur lui offrit une terre à Floreffe pour y installer un groupe de disciples. La présence à ses côtés de Hugues de Fosses, premier disciple et fidèle compagnon de voyage, n'est sans doute pas étrangère à l'acceptation de l'offre par Norbert de Xanten. C'est ainsi que l'abbaye de Floreffe, deuxième abbaye des chanoines réguliers de l'ordre des Prémontrés fut fondée le 27 novembre 1121. 
Les premiers religieux arrivèrent en 1122, avec à leur tête un certain Richard, considéré comme le premier abbé. L'abbaye adopta une devise inspirée par le nom du lieu (Floreffe) : « Florete flores », « Que fleurissent les fleurs ». Étant une des fondations de saint Norbert lui-même, l'abbaye gardera une grande importance et influence dans l'ordre des Prémontrés tout au long de son histoire : avec deux autres, l'abbé de Floreffe était par exemple chargé de la visite canonique annuelle de l'abbaye-mère de Prémontré.

### Développement
Richement dotée par les comtes de Namur qui la protégeront et la soutiendront pendant des siècles, l'abbaye devient rapidement rayonnante. Durant les deux premiers siècles, de nombreuses fondations et œuvres sont établies, des prieurés, des abbayes, des hôpitaux et des hospices. Les Prémontrés de Floreffe desservent plus de quarante paroisses. Les fondations les mieux connues, car ayant survécu jusqu'à ce jour, sont les abbayes de Postel (1138), Mont Cornillon (1124), Liège (1140 ?) et Leffe (1152). Il y a aussi des fondations en Allemagne : Wenau (1122), Rommersdorf (de) (1135), et même une abbaye en Terre sainte, Saint-Habacuc, fondée vers 1137 à Lod (maintenant Tel Aviv), qui sera supprimée à la fin du XIIIe siècle lorsque la domination des Croisés prendra fin.

### Décadence et crise de la fin du Moyen Âge
Comme toutes les abbayes — norbertines et autres — Floreffe connaît une période de décadence au XIVe siècle. Le chroniqueur de l'époque écrit : « Religion alors périssait, iniquité y dominait. Folies, dissolutions étaient au cloître fréquentes. Par folles œuvres désordonnées tout périssait, le temporel état, et le spirituel de l'église tant vénérable ». Rétablissement de la discipline et assainissement sont les œuvres de l'abbé Thierry de Warnant (abbé de 1342 à 1361) aidé de l'historien Pierre de Herentals (1322-1390). Le passage du comté de Namur dans les possessions bourguignonnes (1429) entraîne des conséquences graves pour l'abbaye, qui devient fréquemment victime des conflits entre les Bourguignons et la Principauté de Liège. Souvent les fermes sont pillées et dévastées. L'abbaye reste cependant suffisamment influente et pastoralement active pour que le pape Nicolas V accorde en 1450 l'usage de la mitre aux abbés de Floreffe, leur conférant ainsi des pouvoirs spirituels étendus, sans qu'ils soient évêques.

### Renouveau desXVIeetXVIIesiècles

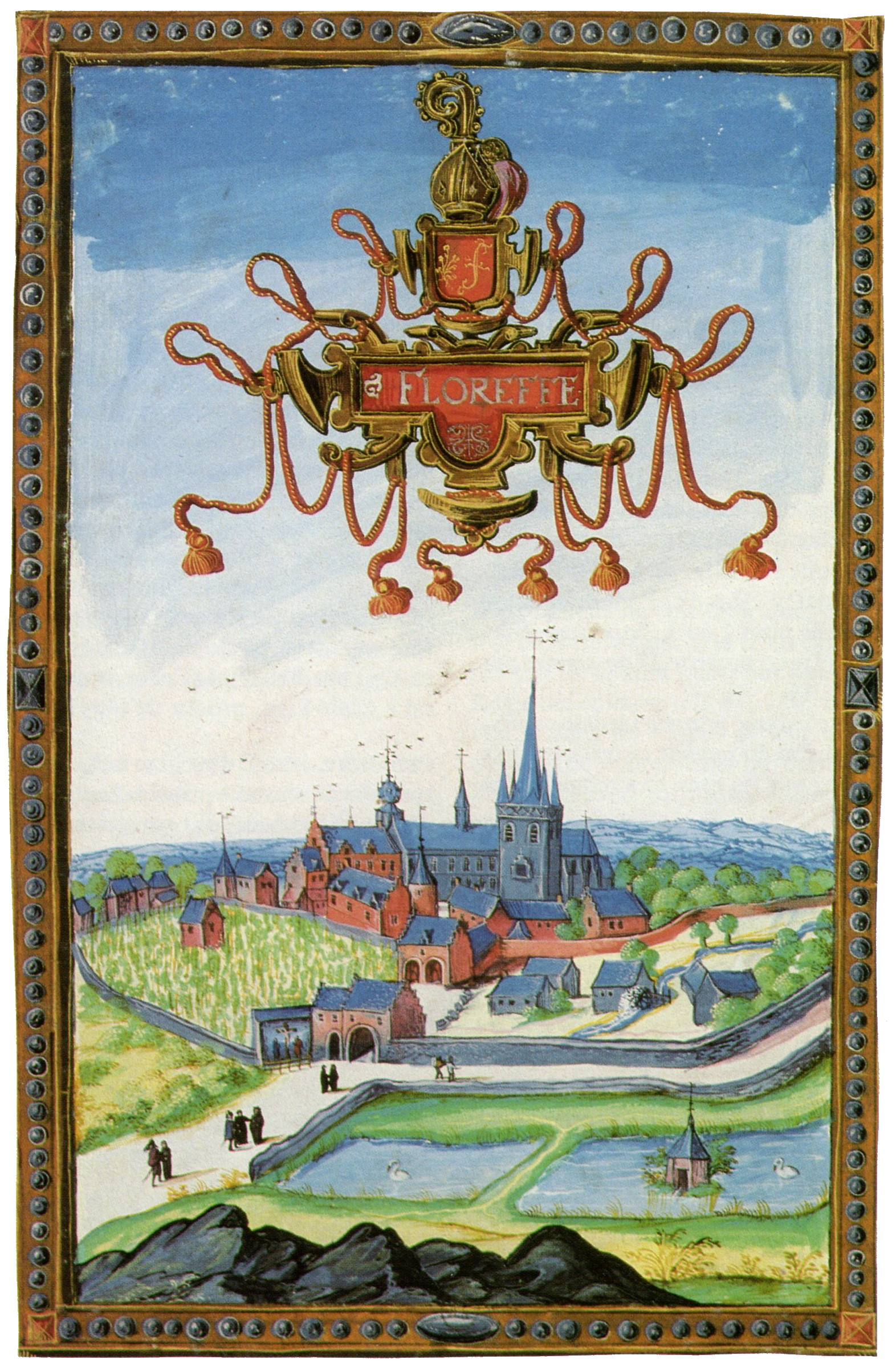
L'abbaye de Floreffe en 1604 (Albums de Croÿ).

Alors que beaucoup d'abbayes sont encore en crise, Floreffe se relève matériellement grâce à la bonne gestion des abbés Martini (1516-1548) et surtout Dupaix (1552-1578), lequel parvient à éviter que les revenus de l'abbaye ne passent entièrement au diocèse de Namur nouvellement créé (en 1559). Malgré les ravages occasionnés périodiquement par les troupes de passage qui assiègent la ville fortifiée de Namur, les bâtiments sont restaurés ou réédifiés. Le même Dupaix introduit les réformes décidées par le concile de Trente, c'est-à-dire le retour à une vie religieuse plus stricte, et l'amélioration de la formation des prêtres. Ce travail est poursuivi sous l'abbatiat de Jean Roberti (1607-1639) qui établit même une maison d'études pour les Prémontrés près de l'université de Louvain (1628). Le nom de Charles de Severi (1641-1662) est lié à l'embellissement de l'église abbatiale, telle que nous la connaissons aujourd'hui. 
On relève de nouvelles difficultés financières à la fin du XVIIe siècle : les contributions de guerre imposées, le pillage de l'abbaye par les troupes françaises, l'entretien d'une large communauté (65 religieux), les reconstructions de fermes et réparations d'églises paroissiales ravagées, et surtout les deux sièges de la ville de Namur en 1692 et 1695 qui mettent en ruines toute la région environnante.

### LeXVIIIesiècle
La paix rétablie, l'abbaye connaît trois abbés qui sont à la fois excellents administrateurs et grands bâtisseurs : Louis van Werdt (1719-1734), Charles Dartevelle (1737-1756) et Baptiste Dufresne (1764-1791). C'est à eux que l'on doit l'ensemble architectural de style classique que l'on peut admirer de nos jours. Dans le cadre de la rationalisation des établissements religieux, voulue par l'empereur germanique Joseph II en 1785, le rapport du commissaire est particulièrement élogieux sur l'abbaye de Floreffe avec ses activités éducatives, paroissiales (25 cures de paroisses) et caritatives. Aussi, contrairement à beaucoup d'autres abbayes, elle est considérée comme étant d'utilité publique et sa conservation est recommandée. La situation se détériore rapidement après la victoire des révolutionnaires français à Fleurus (1794) et l'annexion de la région par la France. Les religieux ne peuvent pas payer la totalité du tribut de guerre exigé de la province de Namur. L'abbaye est livrée au pillage. Peu de temps après, la loi du 1er septembre 1796 supprime tous les établissements religieux dans les départements annexés par la France. Tous les religieux (61 internes ou résidents en paroisse) ainsi que Louis de Fromantau, 55e et dernier abbé de Floreffe, sont expulsés manu militari de leur abbaye en février 1797.

### Petit séminaire épiscopal de Namur (XIXesiècle)
Les biens de l'abbaye sont mis en vente. L'abbé de Fromantau meurt en 1818, avant de parvenir à racheter l'abbaye avec un groupe de chanoines Prémontrés qui ont formé une association dans ce but. L'abbaye avec la ferme et le moulin sont rachetés par quatre religieux, puis ces possessions passèrent ensuite, en 1842, au diocèse de Namur qui, en fait, est parvenu dès 1805 à obtenir l'usage des bâtiments pour la formation de ses séminaristes (le Petit-Séminaire). À part quelques déboires avec le pouvoir hollandais — avant la révolution belge et l'indépendance en 1830 —, le séminaire occupe les lieux sans interruption.

## Aujourd'hui

### Plan d'ensemble
L'ensemble architectural des bâtiments, lesquels datent des XVIIe et XVIIIe siècles, est d'autant plus remarquable que, situé sur un promontoire, il domine la Sambre de 50 mètres. Il est visible de loin, surtout si on l'approche à partir de la Sambre. Dans cet ensemble, la cour verte, dénommée ainsi à cause de ses pelouses, est encadrée au sud par la façade du quartier abbatial bâti sous l'abbatiat de J.B. Dufresne (1764-1791). À l'ouest, une construction à arcades toscanes (XVIIe siècle) regarde le bâtiment que l'on nomme le grand quartier, édifié par l'abbé Charles Dartevelle (1737-1756). Le frontispice baroque de l'église jouxte cette façade.

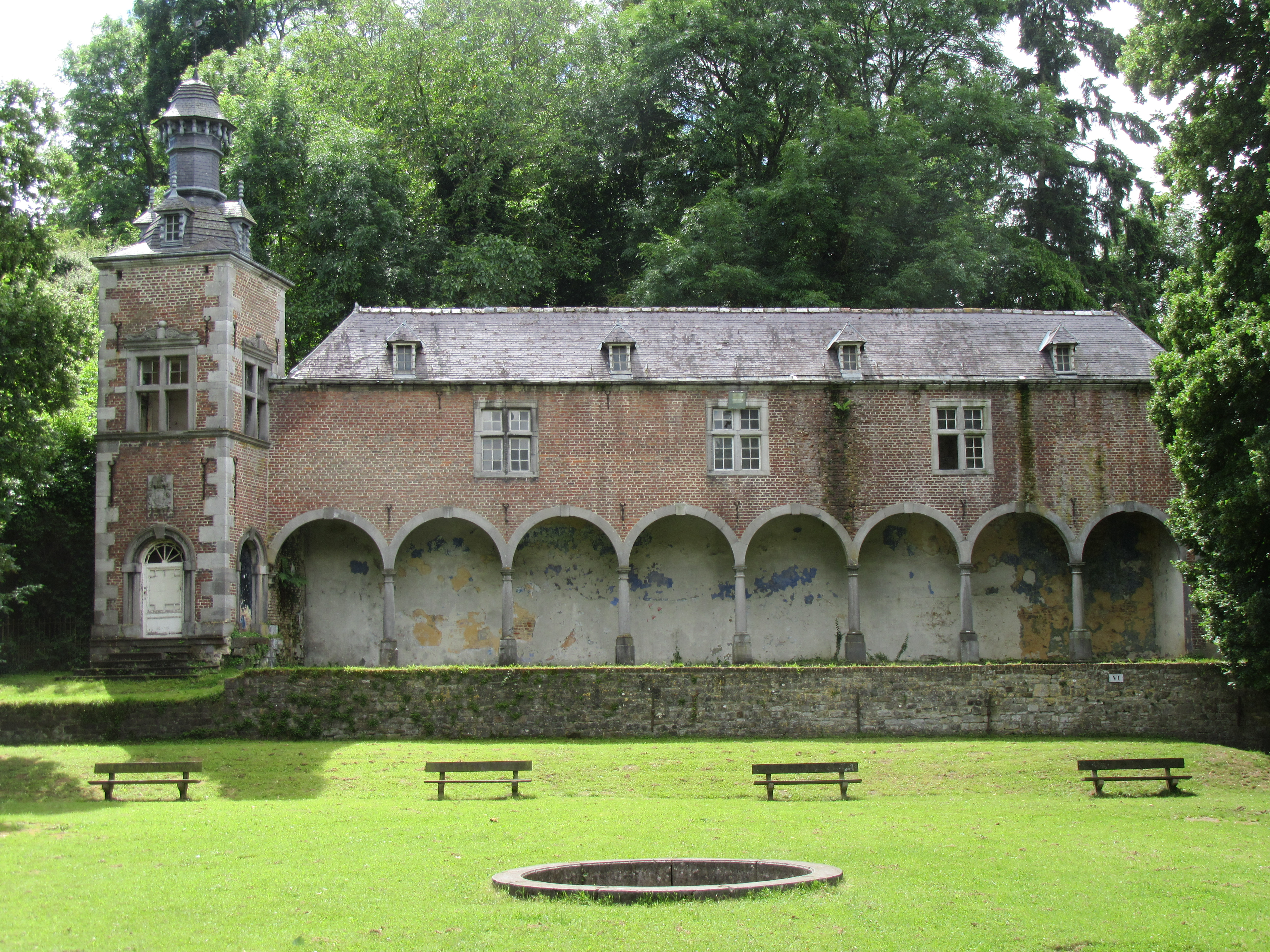
Abbaye de Floreffe, la tour « à la chinoise » et la galerie toscane.

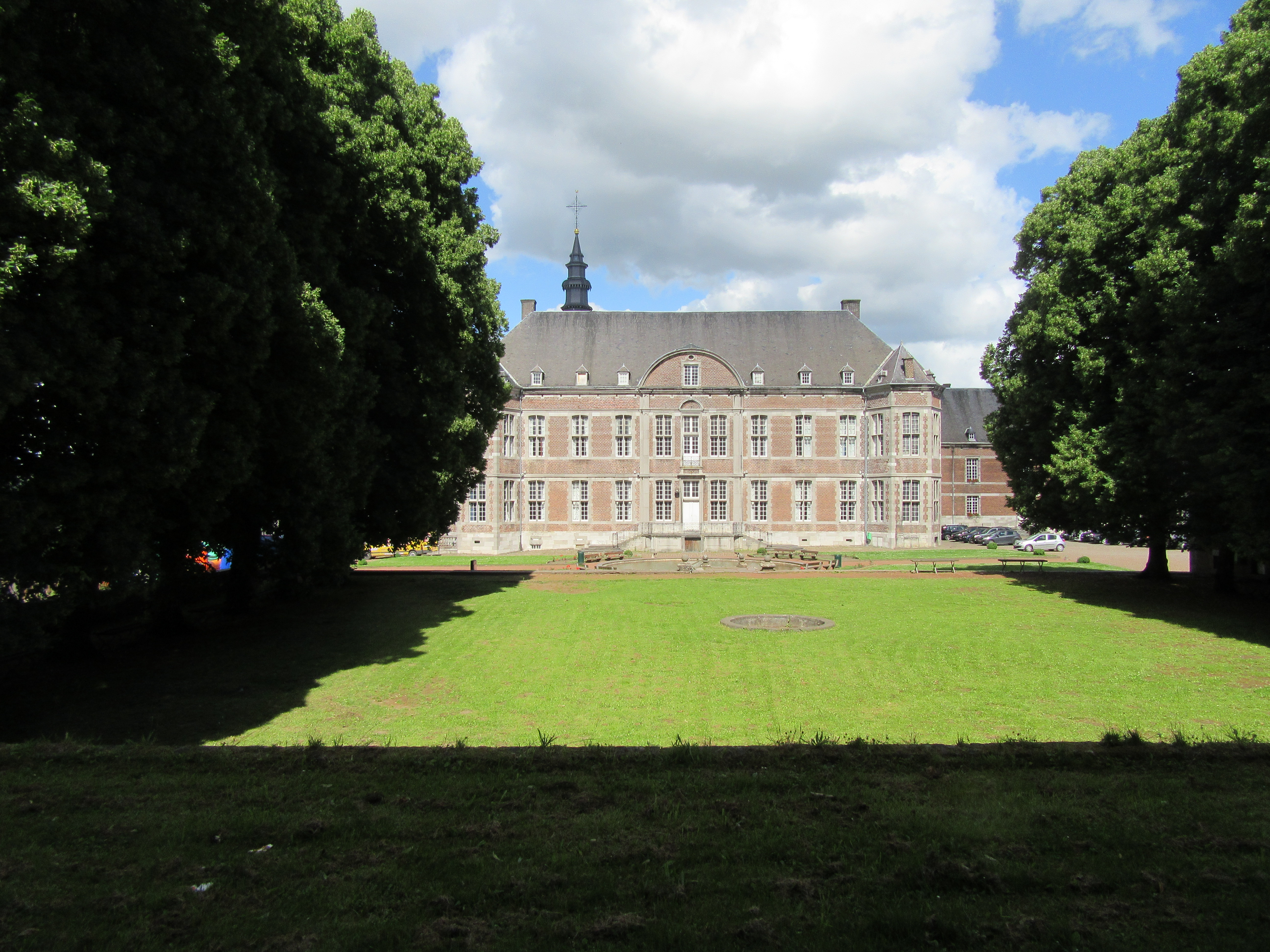
Abbaye de Floreffe, quartier de l'abbé Dartevelle.

En face se trouvent des jardins en terrasses. Un cloître carré s'appuie sur le bas côté de l'église. Le réfectoire est une grande pièce rectangulaire soutenue au milieu par quatre grosses colonnes en pierre. L'abbé Van Werdt (1719-1734) édifia une bibliothèque sur une salle souterraine voutée, soutenue au milieu par six piliers, ancienne salle du château des comtes de Namur. Le colombier est une tour isolée au milieu de la verdure, auparavant entourée d'eau. En contrebas, se trouvent la ferme, le moulin et la brasserie dont on peut noter la porte à linteau triangulaire et les fenêtres géminées (XIIIe siècle). 
D'autre part, il existe, depuis 1964, une nouvelle aile, moderne ; c'est une construction due à Roger Bastin. Dans les années 1990, une nouvelle aile fut encore bâtie : La Vigne.

### Utilisation des bâtiments
Les bâtiments historiques, qui sont classés et appartiennent au patrimoine majeur de Wallonie, sont utilisés pour de nombreuses activités culturelles et commerciales : des concerts dans l'église, des festivals (Le Temps des cerises, Esperanzah!), des expositions, foires et brocantes. Floreffe est un des lieux touristiques les plus fréquentés de Wallonie.
La construction de la nouvelle aile servit pour le séminaire. C'est maintenant un collège secondaire et un internat. Cette construction permit la libération des bâtiments historiques de l'abbaye qui ont reçu dès lors de nouvelles affectations. Le bâtiment dénommé La Vigne est des salles de classe.
Les différentes parties de l'abbaye portent aujourd'hui des noms :
- le bâtiment créé par Roger Bastin s'appelle le « bloc Bastin » ;
- les bâtiments sur les anciennes vignes s'appellent la « Vigne » ;
- les premiers bâtiments historiques que l'on peut apercevoir en empruntant la longue montée s'appellent le quartier primaire ;
- les bâtiments avec notamment la salle vitrée et les réfectoires s'appellent le « Quartier du Préfet » ;
- les bâtiments avec l'église abbatiale s'appellent le « Quartier abbatial » ;
- le bâtiment dominant Floreffe de son imposante carrure — l'ancienne bibliothèque — s'appelle le « bloc Lombet ».

### Bière et fromage
Des bières et fromages utilisent l'appellation de « Abbaye de Floreffe ». Il ne semble pas qu'ils aient des liens avec l'histoire de l'abbaye et ses religieux prémontrés. Toutefois au pied de l'abbaye subsiste un bâtiment « industriel », exemple exceptionnel d'un bâtiment destiné à de telles fins du XIIIe siècle en Wallonie. Ses deux ailes en calcaire sont séparées par le bief du ru de Floreffe. Ce bâtiment est repris sous l'appellation Moulin-brasserie dans le patrimoine monumental de la Belgique.

Le moulin-brasserie et la ferme
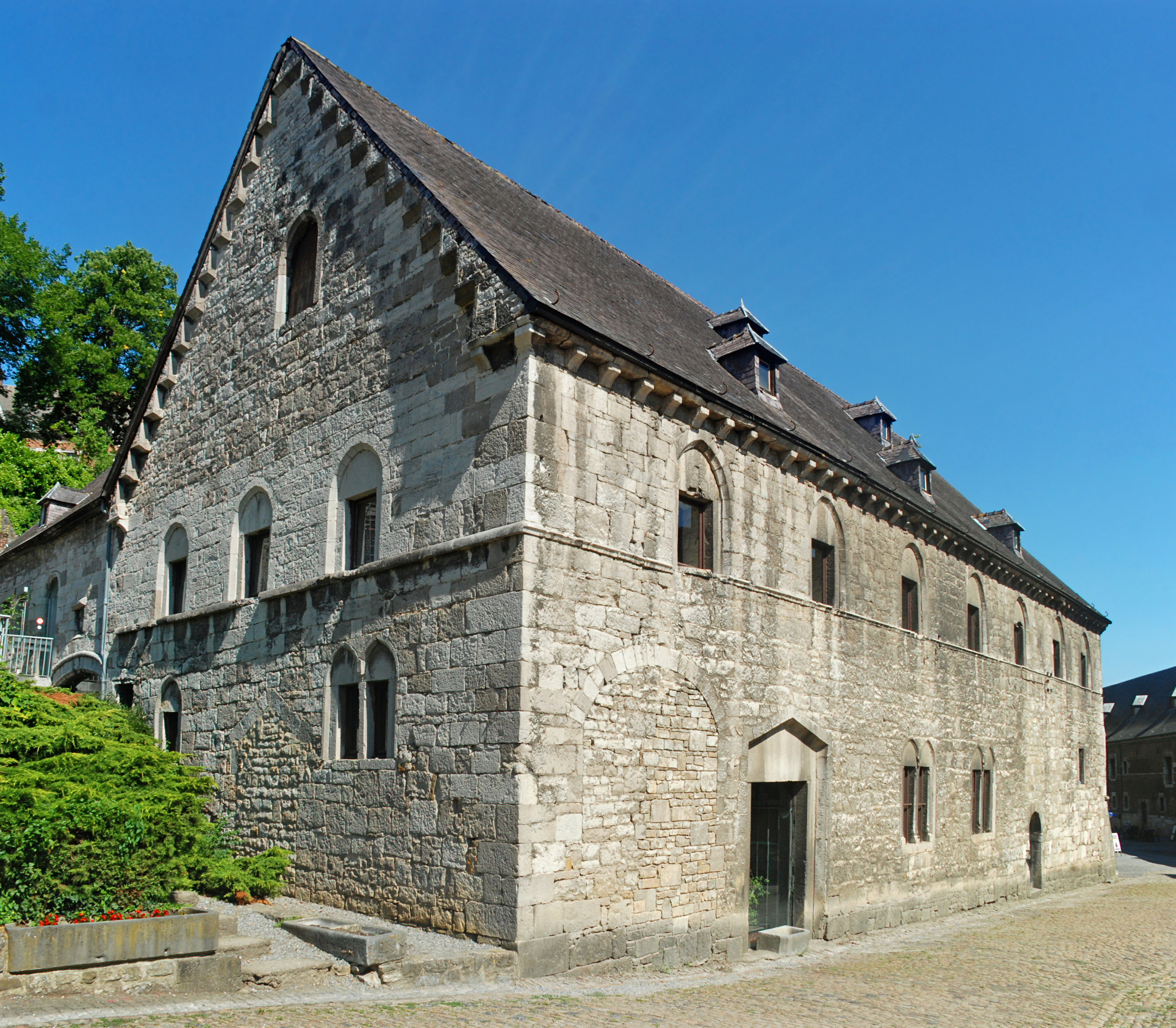
Le moulin-brasserie.
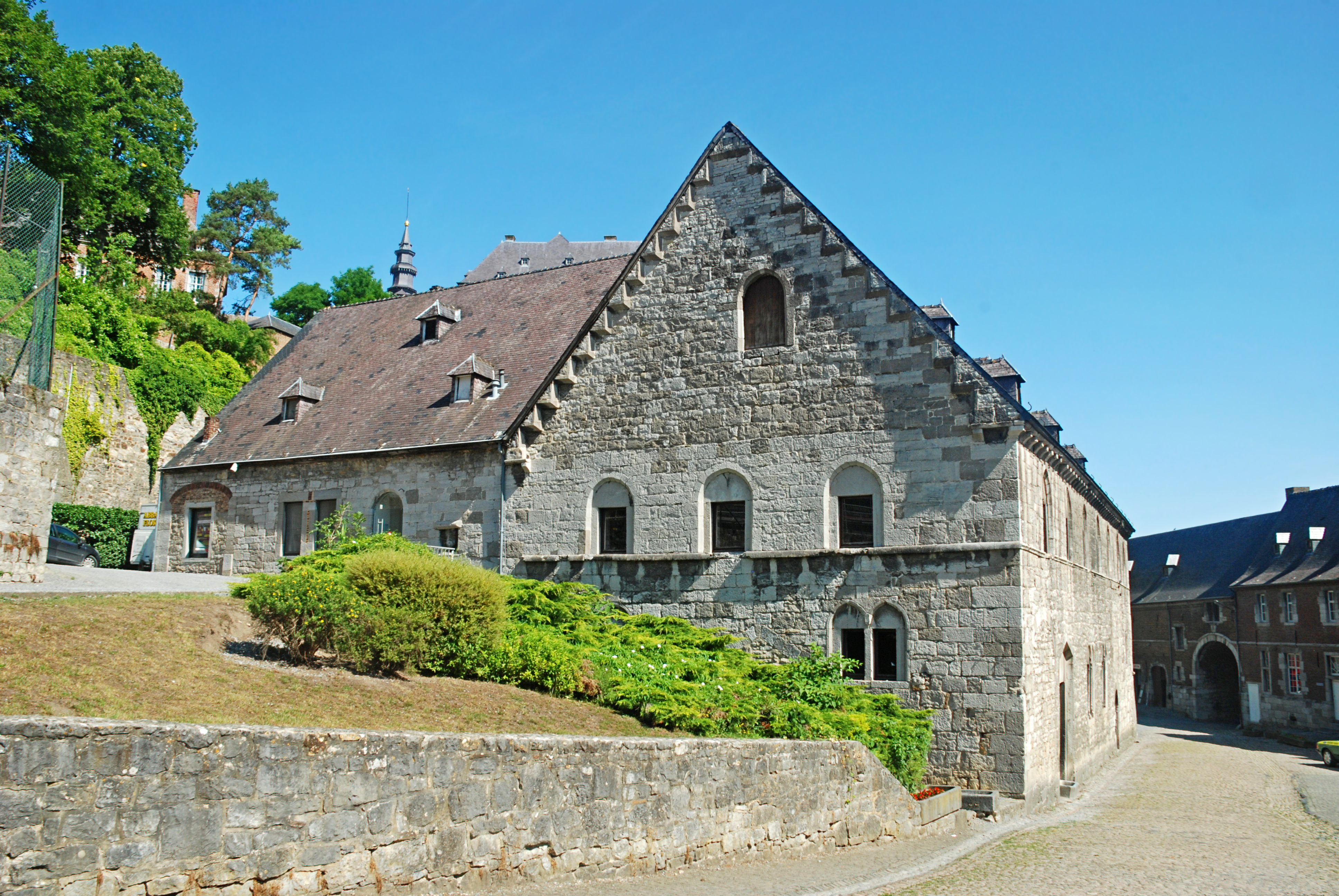
Pignon du moulin-brasserie.
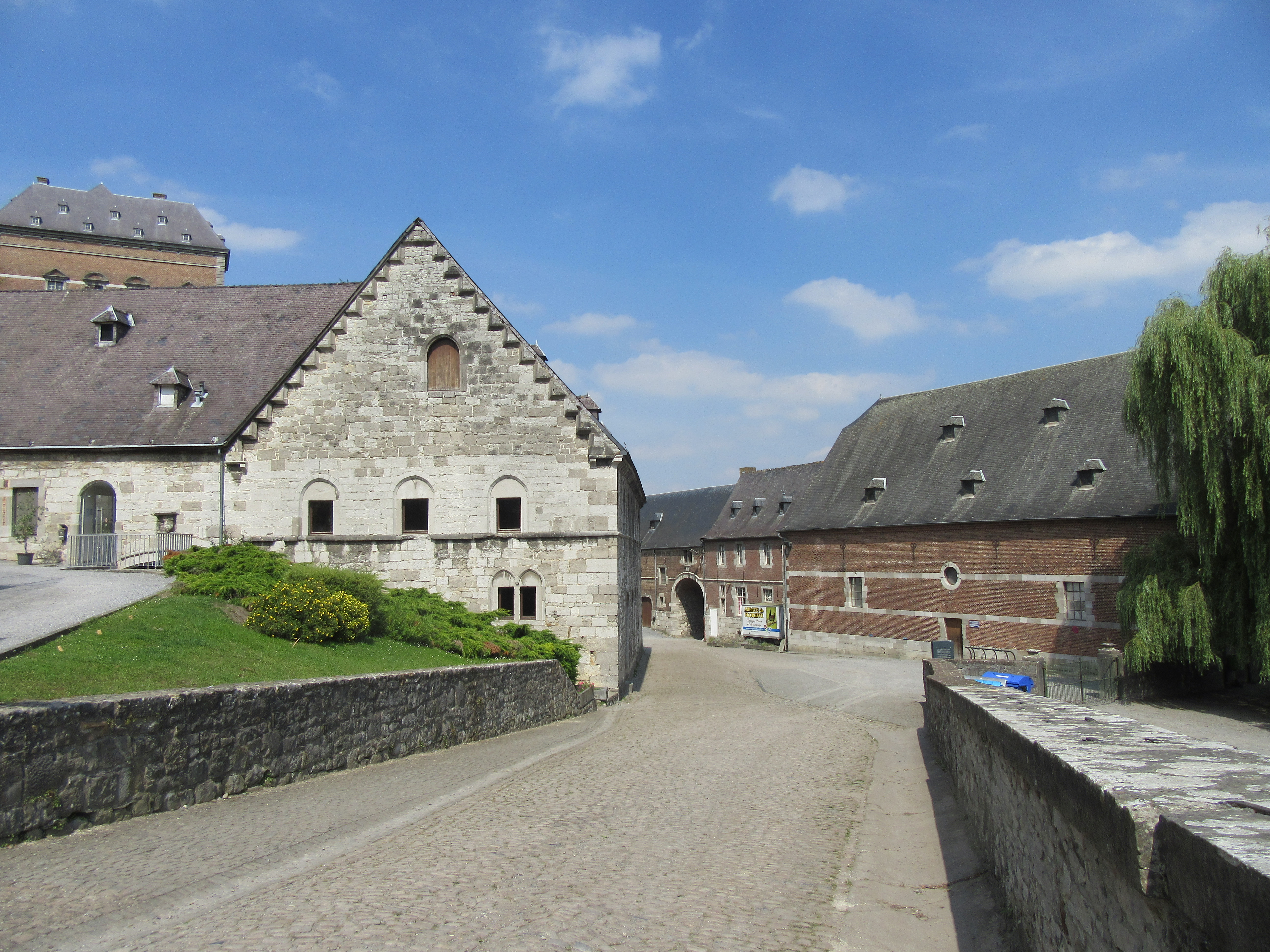
La brasserie et la ferme.
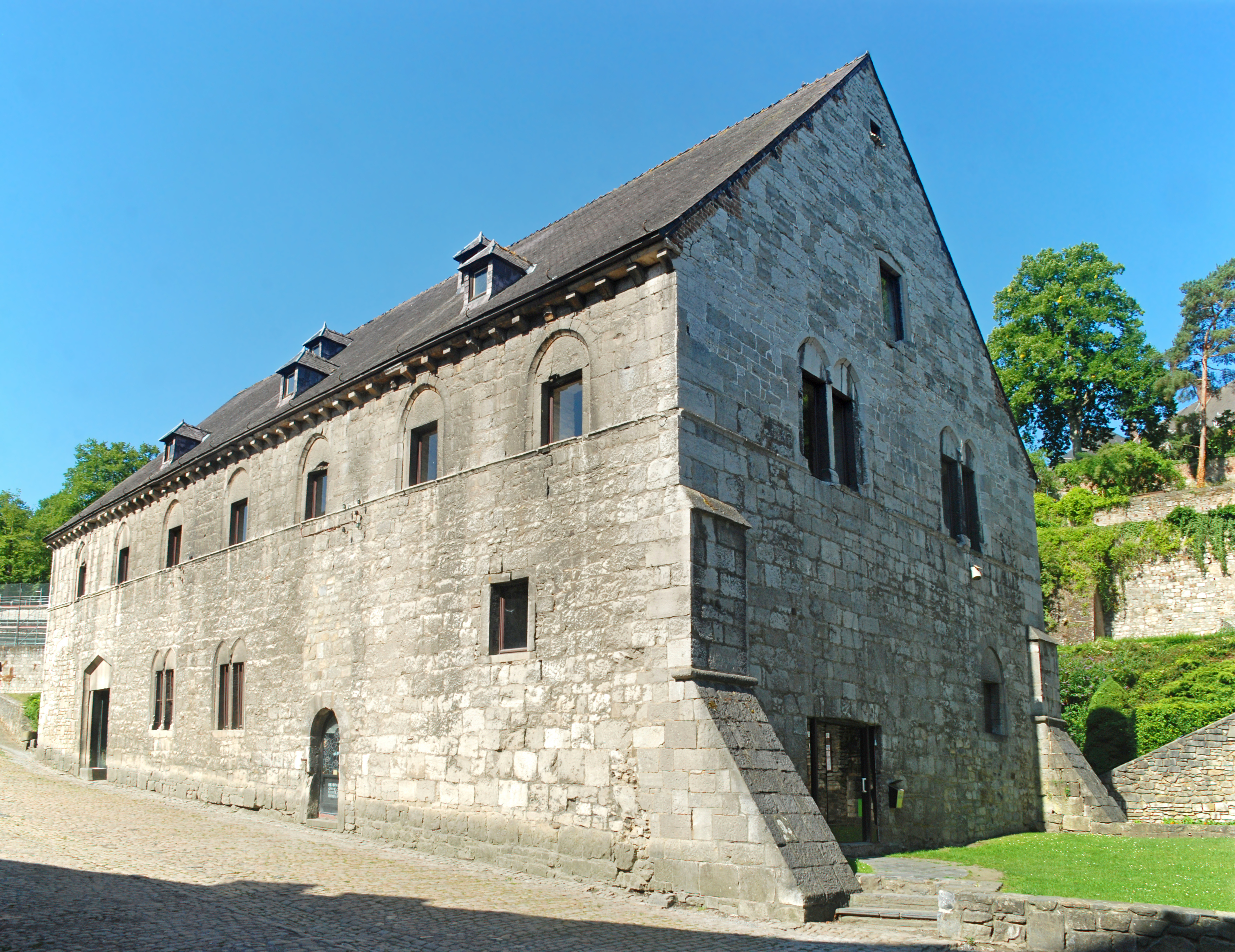
Les façades est et nord du moulin-brasserie.

## Trésors de l'abbaye de Floreffe

### L'architecture
Le pavillon à arcades et le chœur de l'église remontent au XVIIe siècle.
La bibliothèque, la façade du quartier abbatial — réalisée selon les plans de B. Gaine —, la façade de l'église et l'intérieur de celle-ci, sont du XVIIIe siècle. Un imposant escalier embelli d'une balustrade en fer battu orne ce quartier abbatial. 
L'église, commencé en 1165 et consacré en 1250, appartient au style de transition romano-ogival. Par la suite, l'aspect général est celui qui lui fut donné au XVIIIe siècle par l'architecte Laurent-Benoît Dewez (en 1770-1775). Ce dernier réussit à transformer l'intérieur de l'église, avec son décor préexistant, en un décor néo-classique. Il a ainsi rénové cette église très hétéroclite — nef romane, chœur gothique, tour et façade baroque — en usant du stuc, du plâtre et du badigeon. L'abbatiale est la deuxième plus grande de Belgique, avec une longueur de 90 mètres. Le plan de l'église se rapproche d'une croix archiépiscopale.

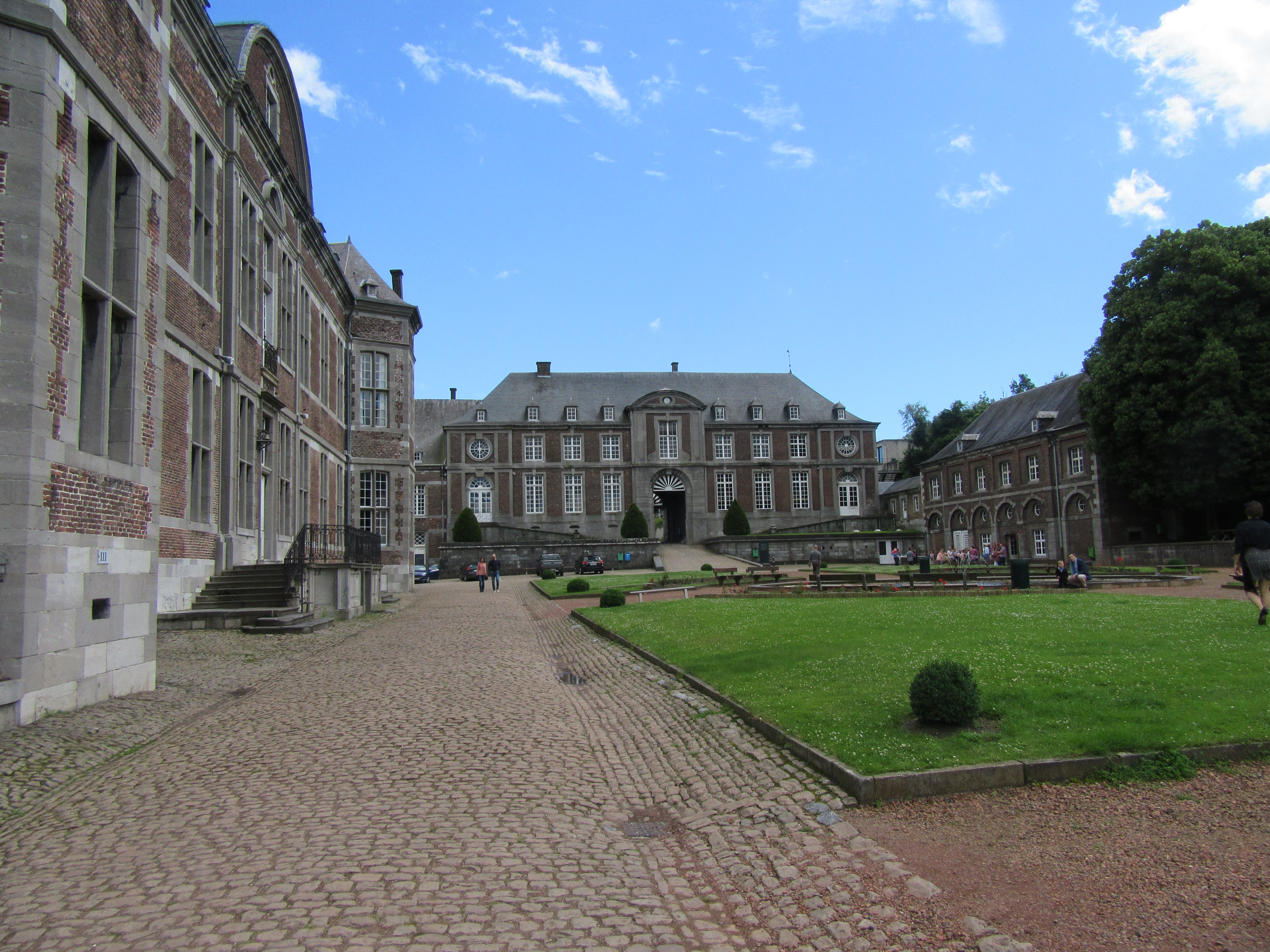
Quartier de l'abbé Dufresne à l'abbaye de Floreffe.

Le chœur fut renouvelé sous l'abbé Roberti (1607-1639). La tour, pour sa part, date de 1563. Dans la petite sacristie se trouvent deux fenêtres romanes, des peintures murales et des carreaux de pavement (XIIIe siècle). On a retrouvé par ailleurs, sous l'église, les fondations d'une chapelle qui fut sans doute antérieure à la fondation de l'abbaye. 
La salle du chapitre et la salle des convers datent de la fin du XIIe siècle. La bibliothèque est une construction à trois étages aux hautes baies étroites divisées en quatre. Elle comporte six baies couronnées de frontons triangulaires et circulaires. Le moulin-brasserie, sur une dérivation du ru de Floreffe, est un des bâtiments anciens les mieux conservés. Un exemple unique d'architecture civile du XIIIe siècle dans la région namuroise. Il est fort possible que l'on y faisait de la bière dès 1250. La machinerie du moulin a été restaurée.
Les autres constructions dénotent le classicisme élégant des XVIIe et XVIIIe siècles : quartier abbatial, bibliothèque, quartier des étrangers, cloître. La ferme porte date (1649) et blason de l'abbé Charles de Severi : « Benigna Severitate » (« Avec une bienveillante sévérité »).

### Le mobilier de l'église
À l'intérieur de l'église :

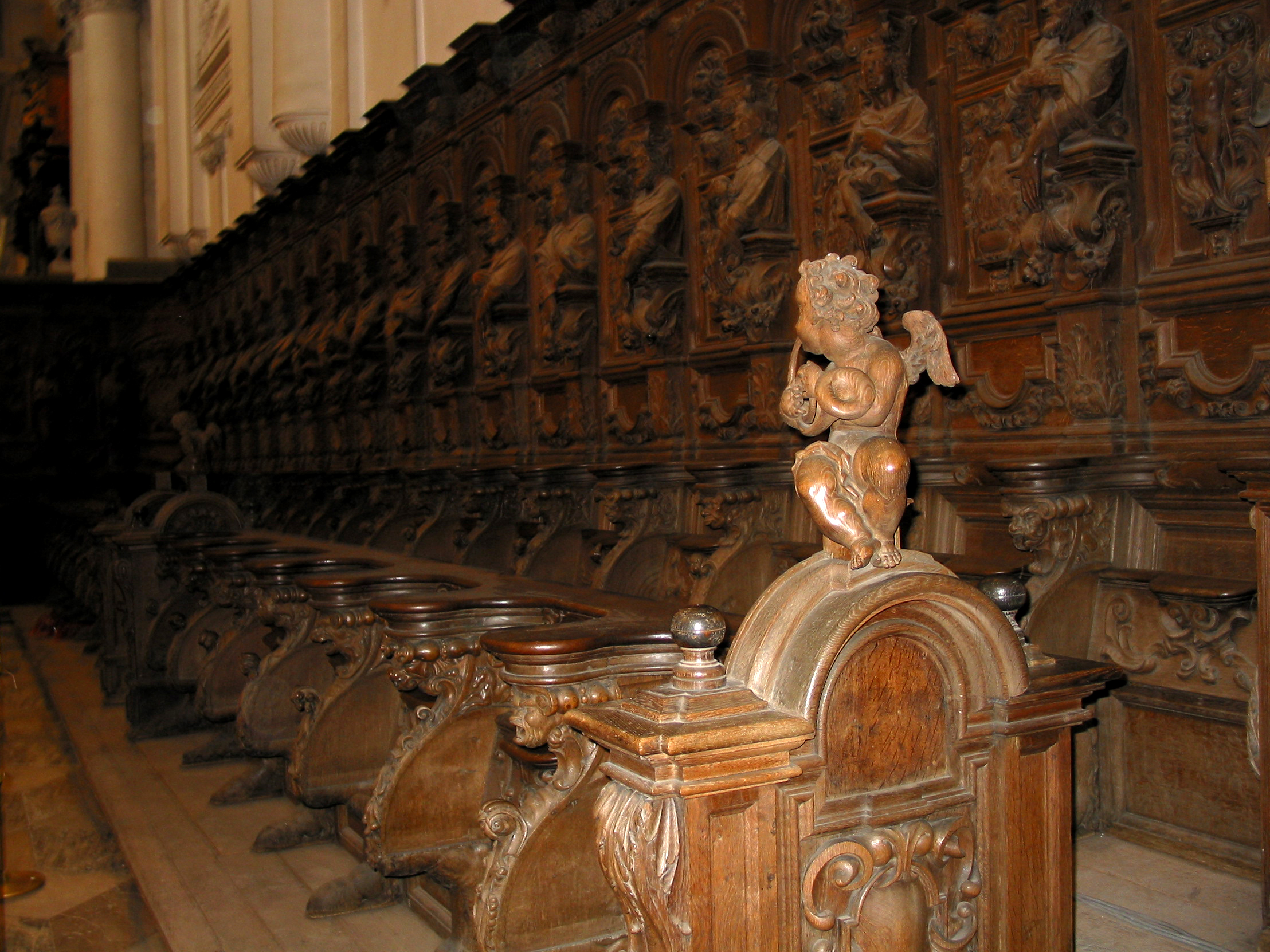
Les stalles baroques (1632-1648) de Pierre Enderlin.

- les stalles des religieux (1632-1648, 74 sièges) sont l'œuvre de l'Allemand Pierre Enderlin. Elles ont été extrêmement travaillées et même surchargées de décorations diverses entre 1632 et 1648, et comptent parmi les premières du genre en Belgique. Elles représentent l'histoire des ordres religieux depuis les origines jusqu'au milieu du XVIIe siècle. En particulier, les médaillons forment une galerie de fondateurs et réformateurs d'ordres religieux ;
- Le maître-autel en forme de portique date du XVIIIe siècle[2] ;
- La chaire de vérité se trouve aujourd'hui dans l'église Saint-Lambert de Bouvignes ;
- Des statues d'apôtres et de saints de même que des portraits sur toile d'abbés et de chanoines de Floreffe furent dispersés et se trouvent dans la cathédrale Saint-Aubain de Namur, ou dans divers musées et collections privées.

### La Bible de Floreffe

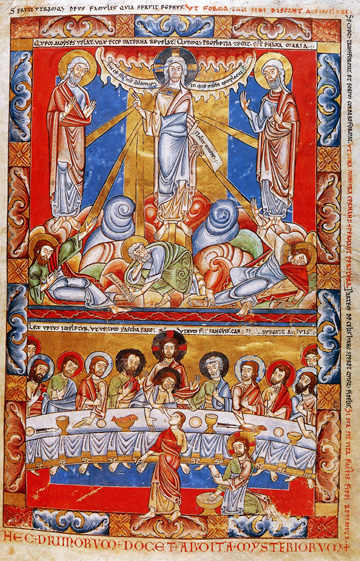
Miniature de la Bible de Floreffe (vers 1165), Londres, British Library.

De nombreux manuscrits provenant de l'abbaye de Floreffe se trouvent maintenant dans des bibliothèques et archives de l'État ou ecclésiastique, tels qu'un catalogue des religieux (de 1435 à 1647), un évangéliaire de 1650, une nécrologie de l'abbaye (de 1501 à 1520), des cartulaires, mais le manuscrit le plus remarquable est sans aucun doute celui que l'on appelle la Bible de Floreffe et qui se trouve à Londres à la British Library. Ce manuscrit précieux date des environs de 1165 et est considéré comme un des chefs-d'œuvre de la miniature mosane du XIIe siècle.